# Aconitum krylovii
Aconitum krylovii är en ranunkelväxtart som beskrevs av Steinb.. Aconitum krylovii ingår i släktet stormhattar, och familjen ranunkelväxter. Inga underarter finns listade i Catalogue of Life.